# Méricourt, Pas-de-Calais
Méricourt là một xã trong tỉnh Pas-de-Calais, vùng Hauts-de-France, Pháp. 

## Dân số
| 1962                                                              | 1968   | 1975   | 1982   | 1990   | 1999   | 2006   |
| ----------------------------------------------------------------- | ------ | ------ | ------ | ------ | ------ | ------ |
| 13,200                                                            | 13,416 | 13,806 | 13,273 | 12,330 | 11,723 | 11,938 |
| Số liệu điều tra dân số tính từ năm 1962, dân số chỉ tính một lần |        |        |        |        |        |        |